# Исхемична болест на сърцето
Исхемичната болест на сърцето (ИБС) е стеснение или запушване на една или повече коронарни артерии с последваща миокардна исхемия, която протича с или без пристъпи на болка зад гръдната кост. Това е едно от най-честите сърдечни заболявания. То представлява увреждане на сърцето в резултат на недостатъчното снабдяване на сърцето с кислород.

## Причини
Най-честата и важна причина за намаленото кръвоснабдяване на сърдечния мускул е атеросклерозата. Тя води до стесняване на кръвоносните съдове и намалява притока на кръв към сърцето. Рисковите фактори за възникване и развитие на това заболяване са повишеното артериално налягане, затлъстяването, тютюнопушенето, захарната болест. Определена роля има и наследствената обремененост.

## Симптоми
Болката зад гръдната кост с разпространение понякога към шията и лявата ръка е характерна за различните форми на исхемичната болест на сърцето – стабилна и нестабилна стенокардия (angina pectoris), известни като „гръдна жаба“ и най-тежката – инфаркт. Болката може да се появи в покой, при физическо усилие или емоционални напрежения, понякога след ставане от сън или след нахранване, както и да се провокира от студ. Тя е различна по сила и продължителност. При съмнение за такава криза е важно пациента да остане в легнало или седнало положение, да сложи ако има таблетка нитроглицерин под езика и ако болката не отзвучи, да се потърси незабавно лекарска помощ. В тези случаи е необходимо да бъде направена електрокардиограма, за да се прецени състоянието на сърцето и необходимостта от допълнителни изследвания и съответно лечение. При някои пациенти, най-често със стабилна стенокардия или при пациенти с тиха исхемия, които нямат болка, за точната диагноза и правилно лечение е необходимо да бъдат направени електрокардиограма при физическо натоварване /стрес – тест или така наречената велоергометрия/, ехокардиография и някои специализирани лабораторни изследвания.

## Превенция
Своевременното лечение на високото кръвно налягане, повишението на холестерола в кръвта, захарната болест и затлъстяването, снижават риска от появата и развитието на това заболяване и неговите усложнения. На хора с такава болест не бива/не се препоръчва да пият кафе.

## Лечение
В случая трябва да бъде насочено към основната болест, следователно в повечето случаи съвпада с лечението на затлъстяването. В останалите случаи начинът на лечението остава същият, както е изложен при разширено сърце.
Освен това успешни резултати дават масажът, леките разходки, движенията, умерената гимнастика и лечението с лимони.